# Камнем по голове
Камнем по голове (укр. Каменем по голові) — перший номерний студійний альбом російського рок-гурту «Король и Шут», випущений у 1996 році. Альбом, хоч і не одразу, здобув величезну популярність як у критиків, так і у любителів російського року.

## Список композицій
1. «Смельчак и Ветер» — 3:03
2. «Проказник скоморох» — 1:52
3. «Верная жена» — 2:37
4. «Садовник» — 3:42
5. «Блуждают тени» — 2:11
6. «Внезапная голова» — 2:24
7. «Шар голубой» — 1:14
8. «Злодей и шапка» — 2:16
9. «От женщин кругом голова» — 1:30
10. «Рыбак» — 1:16
11. «Мотоцикл» (*) — 2:37
12. «Холодное тело» — 2:40
13. «Дурак и молния» — 1:54
14. «Леший обиделся» — 2:52
15. «Два вора и монета» — 2:16
16. «Любовь и пропеллер» — 2:55
17. «Камнем по голове» — 2:37
18. «С тех пор как он ушёл» — 2:16
19. «В доме суета» (*) — 2:31
20. «Лесные разбойники» (*) — 3:55
21. «Мария» — 4:03
22. «Верная жена (Кліп) (**)»
23. «Рыбак (Альтернативна версія) (***)»

(*) Пісні, які видаються з 1997 року.
(**) Відео, видане у 2007 році.
(***) Пісні, які видавались в 2020 році.

## Музиканти
- Михайло «Горшок» Горшеньов — вокал, музика (окрім 10, 20)
- Андрій «Князь» Князєв — вокал, тексти (окрім 7), музика (10, 17, 20)
- Яків Цвіркунов — гітара, бек-вокал
- Олександр «Балу» Балунов — бас-гітара, гітара (5), музика (11)
- Олександр «Поручик» Щиголєв — ударні